# Real (1568)
Real – hiszpańska galera z XVI wieku. Galera zbudowana w 1568 była okrętem flagowym Juana de Austria podczas stoczonej w 1571 bitwie pod Lepanto. Należała do największych galer swoich czasów. 

## Historia
Galera "Real" została zbudowana w największej ówczesnej europejskiej stoczni w Barcelonie w 1568. Po wejściu do służby był to największy okręt tej klasy na świecie. W 1571 okręt został jednostką flagową floty dowodzonej przez Juana de Austria, która w ramach Świętej Ligi miała powstrzymać ekspansję Imperium osmańskiego w rejonie Morza Śródziemnego. Okręt wziął udział w  bitwie pod Lepanto 7 października 1571. Była to największa bitwa galer w historii. "Real" tuż po jej rozpoczęciu starł się z flagową galerą floty tureckiej "Sultana". Po kilkugodzinnej krwawej walce, turecki okręt został zdobyty, a dowódca tureckiej floty Ali Pacha zginął. Zwycięstwo znacznie podniosło morale walczących chrześcijańskich żołnierzy i stało się symbolem wygranej bitwy
pod Lepanto.
W 1971 w związku z 400 rocznicą bitwy pod Lepanto,zbudowano replikę "La Real", która jest dostępna zwiedzającym w muzeum Museu Marítim w Barcelonie.